# 長谷川俊輔 (政治家)
長谷川 俊輔（はせがわ しゅんすけ、1945年〈昭和20年〉1月27日 - ）は、日本の政治家。元北海道根室市長（3期）。

## 来歴
北海道根室郡根室町出身。1963年、北海道根室高等学校卒。根室市役所に入り、水産経済、企画振興、総務の各部長を経て、1998年に収入役、2002年に助役となり、2006年、根室市長選挙に立候補し、無投票で当選した。2010年の市長選挙でも無投票で再選した。2014年の市長選挙では新人候補に2000票余の差で当選した。この間、全国市長会水産都市協議会会長を務めた。2018年の市長選挙には不出馬を表明し、政界から引退した。